# Lijst van tekeningen van Jheronimus Bosch
Deze Lijst van tekeningen van Jheronimus Bosch geeft een overzicht van alle tekeningen, die in verband worden gebracht met de Nederlandse schilder Jheronimus Bosch.

## Problematiek
| Legenda | Legenda                                                               |
| ------- | --------------------------------------------------------------------- |
|         | Door Friedländer aan Bosch toegeschreven                              |
|         | Door Friedländer als omstreden origineel gezien                       |
|         | Door De Tolnay aan Bosch toegeschreven                                |
|         | Door De Tolnay gedeeltelijk aan Bosch toegeschreven                   |
|         | Door De Tolnay als omstreden origineel gezien                         |
|         | Door Koldeweij, Vandenbroeck en Vermet aan Bosch toegeschreven        |
|         | Door Koldeweij, Vandenbroeck en Vermet als omstreden origineel gezien |

Net als zijn schilderijen (zie Lijst van schilderijen van Jheronimus Bosch), bestaat er onder kunsthistorici grote onenigheid over de toeschrijving van zijn tekeningen. Hier komt nog bij dat tekeningen niet dendrochronologisch gedateerd kunnen worden. Toch zijn er enkele criteria. Zo stelde Bosch-kenner Charles de Tolnay vast dat Bosch, in tegenstelling tot veel van zijn tijdgenoten, geen gebruik maakte van de zilverstift, maar van de pen, en dat zijn tekeningen zich – net als zijn schilderijen – kenmerken door zeer spaarzaam materiaalgebruik.

## Lijst
| Omschrijving                                                                                      | Toeschr. | Toeschr. | Verblijfplaats                              | Voorzijde                                    | Achterzijde                                                 |
| ------------------------------------------------------------------------------------------------- | -------- | -------- | ------------------------------------------- | -------------------------------------------- | ----------------------------------------------------------- |
| Knielende Petrus                                                                                  |          |          | Amsterdam, collectie P. en N. de Boer       | Knielende Petrus                             |                                                             |
| Knielende Petrus                                                                                  |          |          | Amsterdam, collectie P. en N. de Boer       | Knielende Petrus                             |                                                             |
| Knielende Petrus                                                                                  |          |          | Amsterdam, collectie P. en N. de Boer       | Knielende Petrus                             |                                                             |
| Twee monsters met op de achterzijde een Kopvoeter en een gedrocht                                 |          |          | Berlijn, Kupferstichkabinett                | Twee monsters                                | Kopvoeter en een gedrocht                                   |
| Twee monsters met op de achterzijde een Kopvoeter en een gedrocht                                 |          |          | Berlijn, Kupferstichkabinett                | Twee monsters                                | Kopvoeter en een gedrocht                                   |
| Twee monsters met op de achterzijde een Kopvoeter en een gedrocht                                 |          |          | Berlijn, Kupferstichkabinett                | Twee monsters                                | Kopvoeter en een gedrocht                                   |
| Twee monsters, waarvan één met een pijl met op de achterzijde Schildpad en een gevleugelde duivel |          |          | Berlijn, Kupferstichkabinett                | Twee monsters, waarvan één met een pijl      | Twee fantasiewezens, waarvan één met een schedel als schild |
| Twee monsters, waarvan één met een pijl met op de achterzijde Schildpad en een gevleugelde duivel |          |          | Berlijn, Kupferstichkabinett                | Twee monsters, waarvan één met een pijl      | Twee fantasiewezens, waarvan één met een schedel als schild |
| Twee monsters, waarvan één met een pijl met op de achterzijde Schildpad en een gevleugelde duivel |          |          | Berlijn, Kupferstichkabinett                | Twee monsters, waarvan één met een pijl      | Twee fantasiewezens, waarvan één met een schedel als schild |
| Verzoeking van de heilige Antonius met op de achterzijde Zangers in het ei                        |          |          | Berlijn, Kupferstichkabinett                | Verzoeking van de heilige Antonius           | Zangers in het ei                                           |
| Verzoeking van de heilige Antonius met op de achterzijde Zangers in het ei                        |          |          | Berlijn, Kupferstichkabinett                | Verzoeking van de heilige Antonius           | Zangers in het ei                                           |
| Verzoeking van de heilige Antonius met op de achterzijde Zangers in het ei                        |          |          | Berlijn, Kupferstichkabinett                | Verzoeking van de heilige Antonius           | Zangers in het ei                                           |
| Het woud heeft oren, het veld heeft ogen met op de achterzijde Diverse schetsen en een bedelaar   |          |          | Berlijn, Kupferstichkabinett                | Het woud heeft oren, het veld heeft ogen     | Diverse schetsen en een bedelaar                            |
| Het woud heeft oren, het veld heeft ogen met op de achterzijde Diverse schetsen en een bedelaar   |          |          | Berlijn, Kupferstichkabinett                | Het woud heeft oren, het veld heeft ogen     | Diverse schetsen en een bedelaar                            |
| Het woud heeft oren, het veld heeft ogen met op de achterzijde Diverse schetsen en een bedelaar   |          |          | Berlijn, Kupferstichkabinett                | Het woud heeft oren, het veld heeft ogen     | Diverse schetsen en een bedelaar                            |
| Een boer en drie halffiguren                                                                      |          |          | Berlijn, Kupferstichkabinett                | Een boer en drie halffiguren                 |                                                             |
| Een boer en drie halffiguren                                                                      |          |          | Berlijn, Kupferstichkabinett                | Een boer en drie halffiguren                 |                                                             |
| Een boer en drie halffiguren                                                                      |          |          | Berlijn, Kupferstichkabinett                | Een boer en drie halffiguren                 |                                                             |
| Helscène en monsters met op de achterzijde Zeven monsters                                         |          |          | Berlijn, Kupferstichkabinett                | Helscènes                                    | Monsters                                                    |
| Helscène en monsters met op de achterzijde Zeven monsters                                         |          |          | Berlijn, Kupferstichkabinett                | Helscènes                                    | Monsters                                                    |
| Helscène en monsters met op de achterzijde Zeven monsters                                         |          |          | Berlijn, Kupferstichkabinett                | Helscènes                                    | Monsters                                                    |
| Bedelaars en kreupelen                                                                            |          |          | Brussel, Koninklijke Bibliotheek            | Kreupelen                                    |                                                             |
| Bedelaars en kreupelen                                                                            |          |          | Brussel, Koninklijke Bibliotheek            | Kreupelen                                    |                                                             |
| Bedelaars en kreupelen                                                                            |          |          | Brussel, Koninklijke Bibliotheek            | Kreupelen                                    |                                                             |
| Hellescene met parafrase uit Tuin der Lusten met op de achterzijde Een priester                   |          |          | Dresden, Kupferstichkabinett                | Hellescene met parafrase uit Tuin der Lusten | Een priester                                                |
| Hellescene met parafrase uit Tuin der Lusten met op de achterzijde Een priester                   |          |          | Dresden, Kupferstichkabinett                | Hellescene met parafrase uit Tuin der Lusten | Een priester                                                |
| Hellescene met parafrase uit Tuin der Lusten met op de achterzijde Een priester                   |          |          | Dresden, Kupferstichkabinett                | Hellescene met parafrase uit Tuin der Lusten | Een priester                                                |
| De narrenkeuken                                                                                   |          |          | Londen, British Museum                      | De Narrenkeuken                              |                                                             |
| De narrenkeuken                                                                                   |          |          | Londen, British Museum                      | De Narrenkeuken                              |                                                             |
| De narrenkeuken                                                                                   |          |          | Londen, British Museum                      | De Narrenkeuken                              |                                                             |
| Graflegging                                                                                       |          |          | Londen, British Museum                      | Graflegging                                  |                                                             |
| Graflegging                                                                                       |          |          | Londen, British Museum                      | Graflegging                                  |                                                             |
| Graflegging                                                                                       |          |          | Londen, British Museum                      | Graflegging                                  |                                                             |
| De verleiding van Eva door de slang met op de achterzijde Twee karikatuurkoppen                   |          |          | New York, Lehmann Collection                | De verleiding van Eva door de slang          | Twee karikatuurkoppen                                       |
| De verleiding van Eva door de slang met op de achterzijde Twee karikatuurkoppen                   |          |          | New York, Lehmann Collection                | De verleiding van Eva door de slang          | Twee karikatuurkoppen                                       |
| De verleiding van Eva door de slang met op de achterzijde Twee karikatuurkoppen                   |          |          | New York, Lehmann Collection                | De verleiding van Eva door de slang          | Twee karikatuurkoppen                                       |
| Groep van tien toeschouwers                                                                       |          |          | New York, Pierpont Morgan Library           | Groep van tien toeschouwers                  |                                                             |
| Groep van tien toeschouwers                                                                       |          |          | New York, Pierpont Morgan Library           | Groep van tien toeschouwers                  |                                                             |
| Groep van tien toeschouwers                                                                       |          |          | New York, Pierpont Morgan Library           | Groep van tien toeschouwers                  |                                                             |
| Fantasiewezens en een grote vis met op de achterzijde Fantasiewezens en een ezel                  |          |          | Oxford, Ashmolean Museum                    | Monsters                                     | Studies van monsters                                        |
| Fantasiewezens en een grote vis met op de achterzijde Fantasiewezens en een ezel                  |          |          | Oxford, Ashmolean Museum                    | Monsters                                     | Studies van monsters                                        |
| Fantasiewezens en een grote vis met op de achterzijde Fantasiewezens en een ezel                  |          |          | Oxford, Ashmolean Museum                    | Monsters                                     | Studies van monsters                                        |
| Monsters en studies voor Sint-Antonius met op de achterzijde Zeven monsters                       |          |          | Parijs, Louvre                              | Monsters en studies voor Sint-Antonius       | Zeven monsters                                              |
| Monsters en studies voor Sint-Antonius met op de achterzijde Zeven monsters                       |          |          | Parijs, Louvre                              | Monsters en studies voor Sint-Antonius       | Zeven monsters                                              |
| Monsters en studies voor Sint-Antonius met op de achterzijde Zeven monsters                       |          |          | Parijs, Louvre                              | Monsters en studies voor Sint-Antonius       | Zeven monsters                                              |
| Heksen                                                                                            |          |          | Parijs, Louvre                              | Heksen                                       |                                                             |
| Heksen                                                                                            |          |          | Parijs, Louvre                              | Heksen                                       |                                                             |
| Heksen                                                                                            |          |          | Parijs, Louvre                              | Heksen                                       |                                                             |
| Goochelaar met op de achterzijde Feestvierders en helmen                                          |          |          | Parijs, Louvre                              | Goochelaar                                   | Feestvierders en helmen                                     |
| Goochelaar met op de achterzijde Feestvierders en helmen                                          |          |          | Parijs, Louvre                              | Goochelaar                                   | Feestvierders en helmen                                     |
| Goochelaar met op de achterzijde Feestvierders en helmen                                          |          |          | Parijs, Louvre                              | Goochelaar                                   | Feestvierders en helmen                                     |
| Het narrenschip                                                                                   |          |          | Parijs, Louvre                              | Het narrenschip                              |                                                             |
| Het narrenschip                                                                                   |          |          | Parijs, Louvre                              | Het narrenschip                              |                                                             |
| Het narrenschip                                                                                   |          |          | Parijs, Louvre                              | Het narrenschip                              |                                                             |
| De dood van een vrek met op de achterzijde een Schets voor een helm en een schild                 |          |          | Parijs, Louvre                              | De dood van een vrek                         | Studie van een helm                                         |
| De dood van een vrek met op de achterzijde een Schets voor een helm en een schild                 |          |          | Parijs, Louvre                              | De dood van een vrek                         | Studie van een helm                                         |
| De dood van een vrek met op de achterzijde een Schets voor een helm en een schild                 |          |          | Parijs, Louvre                              | De dood van een vrek                         | Studie van een helm                                         |
| Spinster en oude vrouw met op de achterzijde een Vos en haan                                      |          |          | Rotterdam, Museum Boijmans Van Beuningen    | Twee heksen                                  | Vos en haan                                                 |
| Spinster en oude vrouw met op de achterzijde een Vos en haan                                      |          |          | Rotterdam, Museum Boijmans Van Beuningen    | Twee heksen                                  | Vos en haan                                                 |
| Spinster en oude vrouw met op de achterzijde een Vos en haan                                      |          |          | Rotterdam, Museum Boijmans Van Beuningen    | Twee heksen                                  | Vos en haan                                                 |
| Uilennest                                                                                         |          |          | Rotterdam, Museum Boijmans Van Beuningen    | Uilennest                                    |                                                             |
| Uilennest                                                                                         |          |          | Rotterdam, Museum Boijmans Van Beuningen    | Uilennest                                    |                                                             |
| Uilennest                                                                                         |          |          | Rotterdam, Museum Boijmans Van Beuningen    | Uilennest                                    |                                                             |
| Waterdragende vrouw met op de achterzijde een Staande man op de rug gezien                        |          |          | Rotterdam, Museum Boijmans Van Beuningen    | Een vrouw die een emmer water draagt         | Een man met een hoed op en een mantel om, op de rug gezien  |
| Waterdragende vrouw met op de achterzijde een Staande man op de rug gezien                        |          |          | Rotterdam, Museum Boijmans Van Beuningen    | Een vrouw die een emmer water draagt         | Een man met een hoed op en een mantel om, op de rug gezien  |
| Waterdragende vrouw met op de achterzijde een Staande man op de rug gezien                        |          |          | Rotterdam, Museum Boijmans Van Beuningen    | Een vrouw die een emmer water draagt         | Een man met een hoed op en een mantel om, op de rug gezien  |
| Schetsblad met koppen met op de achterzijde Een krijger                                           |          |          | Rotterdam, Museum Boijmans Van Beuningen    | Schetsblad met koppen                        | Een krijger                                                 |
| Schetsblad met koppen met op de achterzijde Een krijger                                           |          |          | Rotterdam, Museum Boijmans Van Beuningen    | Schetsblad met koppen                        | Een krijger                                                 |
| Schetsblad met koppen met op de achterzijde Een krijger                                           |          |          | Rotterdam, Museum Boijmans Van Beuningen    | Schetsblad met koppen                        | Een krijger                                                 |
| Kruisdraging met op de achtergrond Ecce Homo                                                      |          |          | Sacramento (Californië), Crocker Art Museum | Schetsblad met koppen                        |                                                             |
| Kruisdraging met op de achtergrond Ecce Homo                                                      |          |          | Sacramento (Californië), Crocker Art Museum | Schetsblad met koppen                        |                                                             |
| Kruisdraging met op de achtergrond Ecce Homo                                                      |          |          | Sacramento (Californië), Crocker Art Museum | Schetsblad met koppen                        |                                                             |
| Schip in vlammen                                                                                  |          |          | Wenen, Akademie der bildenden Künste Wien   | Schip in vlammen                             |                                                             |
| Schip in vlammen                                                                                  |          |          | Wenen, Akademie der bildenden Künste Wien   | Schip in vlammen                             |                                                             |
| Schip in vlammen                                                                                  |          |          | Wenen, Akademie der bildenden Künste Wien   | Schip in vlammen                             |                                                             |
| Kluchtige scène met bijenkorf met op de achterzijde een Figuur in een bijenkorf en een gedrocht   |          |          | Wenen, Albertina                            |                                              |                                                             |
| Kluchtige scène met bijenkorf met op de achterzijde een Figuur in een bijenkorf en een gedrocht   |          |          | Wenen, Albertina                            |                                              |                                                             |
| Kluchtige scène met bijenkorf met op de achterzijde een Figuur in een bijenkorf en een gedrocht   |          |          | Wenen, Albertina                            |                                              |                                                             |
| Boommens                                                                                          |          |          | Wenen, Albertina                            |                                              |                                                             |
| Boommens                                                                                          |          |          | Wenen, Albertina                            |                                              |                                                             |
| Boommens                                                                                          |          |          | Wenen, Albertina                            |                                              |                                                             |
| Bedelaars en kreupelen                                                                            |          |          | Wenen, Albertina                            | Kreupelen                                    |                                                             |